# Драгойново
Драгойново (болг. Драгойново) — село в Болгарии. Находится в Пловдивской области, входит в общину Первомай. Население составляет 538 человек.

## Политическая ситуация
В местном кметстве Драгойново, в состав которого входит Драгойново, должность кмета (старосты) исполняет Тенчо Петров Алеков (коалиция партий: Болгарская социалистическая партия (БСП), Земледельческий союз Александра Стамболийского (ЗСАС)) по результатам выборов.
Кмет (мэр) общины Первомай — Ангел Атанасов Папазов (коалиция партий: Союз свободной демократии, Земледельческий народный союз) по результатам выборов.